# ビエンベニード・セデーニョ
ビエンベニード・セデーニョ（Bienvenido Cedeno, 1969年1月1日 - ）はパナマ共和国出身の元野球選手(投手)。右投右打。

## 経歴
2002年・2003年、三菱重工広島でプレーしたが、目立った成績は残せずに退部。
2006年開幕前の3月に第1回WBCのパナマ代表に選出された。

## 詳細情報

### 代表歴
- 2006 ワールド・ベースボール・クラシック・パナマ代表